# Constance M. Rockosi
Constance "Connie" M. Rockosi(nacida en 1972) es miembro del Departamento de Astronomía y Astrofísica de la Universidad de California en Santa Cruz. Consiguió su Doctorado en 2001 con la tesis: Detection and analysis of the tidal tails around the globular cluster Palomar 5 in the SDSS commissioning data  y ayudó a diseñar la cámara para el telescopio que se usó en el Sloan Digital Sky Survey (SDSS). También estuvo al mando del SDSS-III para el proyecto de la extensión de Sloan para la comprensión y la exploración galáctica (SEGUE), y es la investigadora principal en SEGUE-II. Se centra en el estudio de la Vía Láctea, especialmente en la evolución que tomó para alcanzar su estado actual. Ella cree que a través del estudio del nuestra propia galaxia, y la forma en que se formó, podemos entender la formación de otras galaxias durante la fase de corrimiento al rojo de su creación. El propósito de su investigación es explorar los efectos de los principales eventos de acreción en la formación de la Vía Láctea, para entender por qué ciertas propiedades de la galaxia existen como lo hacen.
Los proyectos de investigación anteriores con los que ha trabajado Rockosi se han centrado en el mapeo del cielo y las estrellas, para obtener una mejor comprensión de las formaciones estelares. Su investigación ha continuado para ayudarle a ella y a sus estudiantes a entender por qué se forman y existen las galaxias espirales como lo hacen hoy.[cita requerida]